# Кривошипно-ползунный механизм

простейший четырёхзвенный кривошипно-ползунный механизм

Кривошипно-ползунный механизм — рычажный плоский четырёхзвенный механизм, служащий для преобразования вращательного движения кривошипа в циклическое возвратно-поступательное движение ползуна или наоборот. В общем случае состоит из: 1.кривошипа; 2.ползуна; 3.шатуна; 4.некоей монтажной опоры, на которой расположены направляющие для ползуна и в которой обычно также расположен и кривошип.

Наиболее известным частным случаем кривошипно-ползунного механизма является т. н. кривошипно-шатунный механизм поршневых двигателей внутреннего сгорания и поршневых компрессоров и насосов, во всех случаях которых роль ползуна выполняет поршень, движущийся возвратно-поступательно в цилиндре.